# Трикет-Айленд
Трикет-Айленд — остров у западного побережья Британской Колумбии, Канада. Он расположен к югу от островов Хантер и Кэмпбелл, а с запада его обрамляет пролив Королевы Шарлотты. Остров входит в состав муниципалитета Сентрал-Кост. Климат острова — умеренно континентальный. Средняя годовая температура составляет приблизительно 6.9 градусов Цельсия.
Древнее поселение обнаружила в 2017 году на Трикет-Айленде археологическая группа из Университета Виктории. Раскопки проводились с целью проверить местные сказания о том, что люди якобы обитали на островах Тихого океана во времена последнего ледникового периода. Остатки очага, обнаруженного в ходе раскопок, были подвергнуты радиоуглеродному анализу и датированы 13 613 и 14 086 л. н., что делает Трикет-Айленд одним из старейших поселений в Северной Америке.